# Kasteel van Sancerre
Het Kasteel van Sancerre (Frans: Château de Sancerre) is een kasteel in de Franse gemeente Sancerre. Het kasteel is een beschermd historisch monument sinds 1927.